# Tanana (Alaska)
Tanana ( Hohudodetlaatl Denh) è un comune degli Stati Uniti d'America, situato nello Stato dell'Alaska e in particolare nella Census Area di Yukon-Koyukuk.